# Scottish League Two 2013-2014
La Scottish League Two 2013-2014 è stata la 20ª edizione del torneo e ha rappresentato la quarta categoria del calcio scozzese.

## Squadre partecipanti
| Squadra            | Città              | Stadio              | Posizione 2012-2013                             |
| ------------------ | ------------------ | ------------------- | ----------------------------------------------- |
| Albion Rovers      | Coatbridge         | Cliftonhill Stadium | 10º posto in Scottish Second Division 2012-2013 |
| Annan Athletic     | Annan              | Galabank Stadium    | 8º posto                                        |
| Berwick Rangers    | Berwick-upon-Tweed | Shielfield Park     | 4º posto                                        |
| Clyde              | Cumbernauld        | Broadwood Stadium   | 9º posto                                        |
| East Stirlingshire | Falkirk            | Firs Park           | 10º posto                                       |
| Elgin City         | Elgin              | Borough Briggs      | 5º posto                                        |
| Montrose           | Montrose           | Links Park          | 6º posto                                        |
| Peterhead          | Peterhead          | Balmoor Stadium     | 2º posto                                        |
| Queen's Park       | Glasgow            | Hampden Park        | 3º posto                                        |
| Stirling Albion    | Stirling           | Forthbank Stadium   | 7º posto                                        |

## Classifica finale
|  | Pos. | Squadra            | Pt | G  | V  | N  | P  | GF | GS | DR  |
|  | ---- | ------------------ | -- | -- | -- | -- | -- | -- | -- | --- |
|  | 1.   | Peterhead          | 76 | 36 | 23 | 7  | 6  | 74 | 38 | +36 |
|  | 2.   | Annan Athletic     | 63 | 36 | 19 | 6  | 11 | 69 | 49 | +20 |
|  | 3.   | Stirling Albion    | 58 | 36 | 16 | 10 | 10 | 60 | 50 | +10 |
|  | 4.   | Clyde              | 57 | 36 | 17 | 6  | 13 | 50 | 48 | +2  |
|  | 5.   | Berwick Rangers    | 52 | 36 | 15 | 7  | 14 | 63 | 49 | +14 |
|  | 6.   | Montrose           | 46 | 36 | 12 | 10 | 14 | 44 | 56 | −12 |
|  | 7.   | Albion Rovers      | 44 | 36 | 12 | 8  | 16 | 41 | 54 | −13 |
|  | 8.   | East Stirlingshire | 44 | 36 | 12 | 8  | 16 | 45 | 59 | −14 |
|  | 9.   | Elgin City         | 36 | 36 | 9  | 9  | 18 | 62 | 73 | −11 |
|  | 10.  | Queen's Park       | 24 | 36 | 5  | 9  | 22 | 36 | 68 | −32 |

Legenda:

      Campione di League Two e promossa in League One
      Ammesse ai play-off per la League One
Note:

Tre punti a vittoria, uno a pareggio, zero a sconfitta.

## Play-off promozione
Ai play-off partecipano la 2ª, 3ª e 4ª classificata della League Two (Annan Athletic, Stirling Albion, Clyde) e la 9ª classificata della League One 2013-2014 (East Fife).

### Semifinali
| Squadra 1       | Totale | Squadra 2      | Andata | Ritorno               |
| --------------- | ------ | -------------- | ------ | --------------------- |
| Clyde           | 2 – 2  | East Fife      | 1 – 0  | 1 – 2 (dts) (6-7 dcr) |
| Stirling Albion | 8 – 4  | Annan Athletic | 3 – 1  | 5 – 3                 |

### Finale
| Squadra 1       | Totale | Squadra 2 | Andata | Ritorno |
| --------------- | ------ | --------- | ------ | ------- |
| Stirling Albion | 3 – 2  | East Fife | 1 – 2  | 2 – 0   |